# Edgar Evans (Polarforscher)

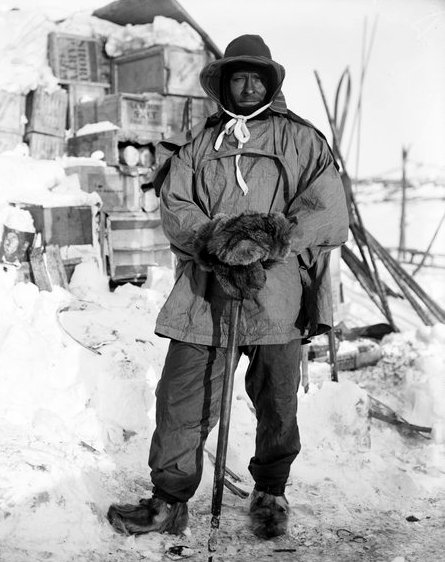
Edgar Evans (1911)

Edgar Evans (* 7. März 1876 in Middleton, Rhossili, Wales; † 17. Februar 1912 in der Antarktis, vermutlich am unteren Beardmore-Gletscher) war ein walisischer Marineunteroffizier im Dienstrang eines First Class Petty Officer und Teilnehmer an den beiden Antarktis-Expeditionen Robert Falcon Scotts.

## Leben
Evans war der Sohn des Seemanns Charles Evans (1839–1907). Nach dem Besuch der St. Helen’s Boys School in seinem Heimatort trat er 1891 im Alter von 15 Jahren der Royal Navy bei. Ab 1899 versah er seinen Dienst auf der HMS Majestic, wo er Robert Falcon Scott kennenlernte, der dort als Torpedo-Leutnant diente. Dort erhielt Evans seinen Spitznamen „Taff“.
1901 bis 1904 nahm Edgar Evans an der Discovery-Expedition, Scotts erster Reise in die Antarktis, teil. Nach seiner Rückkehr heiratete er am 13. Dezember 1904 seine Cousine Lois Beynon, und in den folgenden Jahren kamen seine drei Kinder zur Welt.
1910 wurde Evans ausgewählt, auch an Scotts zweiter Antarktisreise, der Terra-Nova-Expedition, teilzunehmen. Diese hatte sich die Eroberung des Südpols zum Ziel gesetzt. Zusammen mit Scott, Wilson, Bowers und Oates gehörte Edgar Evans jener Gruppe an, die am 18. Januar 1912 den Pol erreichte. Roald Amundsen war ihnen jedoch fünf Wochen zuvorgekommen.
Evans war den Strapazen des Rückwegs nicht mehr gewachsen und starb als erster der Expeditionsteilnehmer. Auf dem Hinweg hatte er sich beim Umbau eines Schlittens eine Schnittwunde an der Hand zugezogen. Die Wunde heilte wahrscheinlich wegen ausbrechenden Skorbuts nicht, sondern entzündete sich und begann zu eitern. Am 4. Februar 1912 fiel Evans in eine Gletscherspalte. Wahrscheinlich zog er sich dabei eine Kopfverletzung zu. In der Folge stellte sich ein rascher geistiger und körperlicher Verfall ein. So geschwächt brach Evans, der nicht mehr im Schlittengeschirr mitzog, am 16. Februar 1912 in der Nähe des Beardmore-Gletschers zusammen. Die anderen Mannschaftsmitglieder mussten umkehren und ihn auf den Schlitten laden. In der Nacht starb er, ohne das Bewusstsein wiedererlangt zu haben. Wie und wo er bestattet wurde, ist nicht überliefert, da es keine Aufzeichnungen darüber in Scotts Tagebuch gibt und alle anderen Mitglieder der Gruppe ebenfalls nicht zurückkehrten.
Nach Evans sind in der Antarktis das Evans-Firnfeld und der Evans-Gletscher benannt.